# أ. جاي ديفيس
أ. جاي ديفيس (بالإنجليزية: A. J. Davis)‏ هو لاعب كرة قدم أمريكية أمريكي، ولد في 29 مايو 1983 في درم في الولايات المتحدة.

## وصلات خارجية
- أ. جاي ديفيس على موقع الاتحاد الدولي لألعاب القوى (الإنجليزية)